# 11 сентября (фильм)
«11 сентября» (англ. 11'9''01 September 11) — драма из 11 киноновелл интернациональной команды режиссёров о трагедии 11 сентября 2001 года. Постановщиков с мировым именем пригласил продюсер Ален Бриган, чтобы донести боль и трагедию мирового масштаба через призму конкретных человеческих судеб. Жёсткий формат каждой новеллы — 11 минут, 9 секунд, 1 кадр экранного времени — символизирует дату мировой трагедии, унёсшей жизни 2977 человек.

## Сюжет
11 историй о событиях 11 сентября 2001 года в интерпретации 11 режиссёров разных стран.
Критики отметили, что фильм получился с антиамериканским душком, но без симпатий к террористам. Но это не помогло фильму в коммерческом плане: крупные американские кинопрокатчики наотрез отказались закупать его для дистрибуции в США. Малым экраном фильм выпущен в США компанией «Empire Pictures».

### Самира Махмальбаф
Оригинально выглядят и фантасмагорические вставки иранской постановщицы Самиры Махмальбаф о юных афганских беженцах, которых пытается вразумить учитель о природе божественной сути: «Зачем убивает Бог? Он создаёт людей, а не самолёты…», или фрагмент боснийца Даниса Тановича о готовящейся демонстрации местных женщин против сокращения численности мужчин. После трагедии в Нью-Йорке они так же дружно выдвигают иные лозунги.

### Клод Лелуш
Нью-Йорк, 11 сентября 2001 года: молодой французский фотограф, глухонемой, в гостях у своего жениха, гида для инвалидов, который собирается привезти группу для посещения башен-близнецов. После того, как она попыталась объяснить ему, что история «на расстоянии», как у них, не имеет шансов на успех, он пытается оставить сообщение на компьютере, прежде чем уйти, объясняя, что только чудо может удержать их вместе. В этот момент он возвращается домой весь в пыли, чудом избежав нападения.

### Юсеф Шахин
Фрагмент египтянина Ю. Шахина о трагедии погибшего дерева, уничтоженного израильтянами, соседствует с эпизодом израильтянина Гитаи — о том, как взрыв автомобиля в Израиле затерялся в тени события в Нью-Йорке. Журналистка, мечтающая о сенсации, никак не возьмёт в толк, почему ей не дают эфира о событии, произошедшем у неё в стране, а не Бог весть где.

### Данис Танович
Несмотря на атаки в Нью-Йорке, девушка из Сребреница считает целесообразным в любом случае провести ежемесячную демонстрацию в память о резне местного населения боснийскими сербскими солдатами, которая произошла 11 июля 1995 года.

### Идрисса Уэдраого
Наиболее яркие в художественном отношении новеллы постановщика из Буркина-Фасо Идрисса Оддраого (о детях, мечтающих поймать за 25 миллионов долларов Бен Ладена, а премиальный фонд потратить на покупку лекарств и еды для своих сородичей); француза Клода Лелуша о глухонемой француженке. Её друг уходит на экскурсию во Всемирный торговый центр, а она не подозревает о трагедии, так как до неё не доносятся звуки включённого телевизора, крутящего одну и ту же сцену взрывов.

### Кен Лоуч
Англичанин Кен Лоуч поведает устами чилийца о событиях другого 11 сентября — 1973 года, когда в дни переворота, устроенного Пиночетом, погибло 30 тысяч человек, включая законно избранного Президента Чили.

### Алехандро Гонсалес Иньярриту
Документальные кадры падения людей из небоскрёбов (прежде нигде не показывавшиеся) у мексиканского режиссёра Алехандро Гонсалеса Иньярриту перемежаются с абсолютно тёмным экраном. Эти элементы сюрреализма символизируют тайный смысл роли СМИ в причинах трагедии.

### Амос Гитай
Теракт сотрясает Тель-Авив. Солдаты, полицейские и врачи в течение нескольких долгих минут пытаются координировать операции по обеспечению безопасности и спасению. Журналистка и её команда прибывают на место происшествия и пытаются всеми способами получить информацию от присутствующих полицейских сил, получая только безапелляционные приглашения очистить территорию. В какой-то момент директор говорит журналистке, что она не выйдет в эфир, и она реагирует сначала протестом, а затем начинает перечислять различные исторические события, которые произошли 11 сентября. Пока журналистка настаивает на выполнении своей работы, на заднем плане слышен голос директора, который сообщает ей, что в Нью-Йорке произошло что-то очень серьёзное, вплоть до того, что он прямо говорит: «Запомни эту дату, 11 сентября, потому что это дата, которую больше никто не забудет». Столкнувшись с дальнейшими (но теперь неразборчивыми) протестами журналистки, директор отвечает: «Я говорю с тобой не о 11 сентября 44-го или 97-го, я говорю о сегодняшнем 11 сентября».

### Мира Наир
Индийский режиссёр Мира Наир расскажет об исламофобии, охватившей Нью-Йорк после взрыва. Семья пакистанцев потеряла сына, помогавшего во время спасательных работ, но вместо помощи ньюйоркцы подозревают героя в терроризме.

### Шон Пенн
Американец Шон Пенн покажет трагедию пожилого вдовца, который живёт по соседству с башнями-близнецами. Их падение для него означает приход солнца в его жилище и оживление цветов, прозябавших в тени разрушенных небоскрёбов. Но прежний полумрак был ему милее, чем светлая явь, высветившая его полное одиночество.

### Сёхэй Имамура
Япония, август 1945 года. Ёичи, солдат, вернувшийся с фронта с посттравматическим расстройством, ведет себя как змея, к ужасу своих родителей и жены. Его семья пытается убедить его вернуться в «человеческое» состояние, но безуспешно. Другие жители деревни начинают смотреть на них с подозрением и страхом, но это не мешает жене Ёичи иметь внебрачные отношения.
Пока жена и её любовник говорят о травматических переживаниях, которые, должно быть, перенес солдат, о новом типе бомбы, использованном при бомбардировке Хиросимы и предстоящем конце войны, ситуация ухудшается: Ёичи проглатывает мышь под ужасными глазами своей матери, которая решает прогнать его. В последующие дни жители деревни терпят потерю различных животных, и все винят в этом безумного солдата. Поэтому решается организовать поисковую операцию, чтобы найти его, но безуспешно. Тем временем флэшбэк проясняет причину поведения солдата: прячась за валуном после жестокого боя, Ёити избивает товарищ-солдат, который спрашивает его, почему он не принимает участия в этой «священной войне».
Во время охоты жена Ёити случайно находит своего мужа пьющим воду из реки и спрашивает его: «Тебе так не нравится быть мужчиной?» Ёити в ответ заползает в воду и уплывает, игнорируя крики жены. Наконец, над речным камнем показана змея, а на японском появляется надпись «Никакой священной войны не существует».

## В ролях
- Мариам Карими — фрагмент «Иран»
- Эммануэль Лабори — фрагмент «Франция»
- Жером Орри — фрагмент «Франция»
- Нур Эль-Шериф — фрагмент «Египет»
- Ахмед Харун — фрагмент «Египет»
- Джана Пиньо — фрагмент «Босния»
- Александр Сексан — фрагмент «Босния»
- Татьяна Сойич — фрагмент «Босния»
- Лайонел Зирел Гир —  фрагмент «Буркина Фасо»
- Рене Эме Бассинга — фрагмент «Буркина Фасо»
- Владимир Вега — фрагмент «Великобритания»
- Джейк Берн — фрагмент «Мексика»
- Керен Мор — фрагмент «Израиль»
- Лирон Лево — фрагмент «Израиль»
- Танви Азми — Талат Хамдани, фрагмент «Индия»
- Алеб Адла — фрагмент «Индия»
- Капил Бава — фрагмент «Индия»
- Эрнест Боргнайн — фрагмент «США»
- Т. Тагути — фрагмент «Япония»
- Кумико Асо — фрагмент «Япония»
- Кен Огата — фрагмент «Япония»

## Творческий коллектив
Режиссёры:
- Самира Махмальбаф, Иран
- Клод Лелуш, Франция
- Юсеф Шахин, Египет
- Данис Танович, Босния
- Идрисса Уэдраого, Буркина-Фасо
- Кен Лоуч, Великобритания
- Алехандро Гонсалес Иньярриту, Мексика
- Амос Гитай, Израиль
- Мира Наир, Индия
- Шон Пенн, США
- Сёхэй Имамура, Япония

Авторы сценария:
- Самира Махмальбаф, Иран
- Клод Лелуш, Франция
- Пьер Уйтерховен, Франция
- Юсеф Шахин, Египет
- Данис Танович, Босния
- Идрисса Уэдраого, Буркина-Фасо
- Кен Лоуч, Великобритания
- Пол Лэверти, Англия
- Алехандро Гонсалес Иньярриту, Мексика
- Амос Гитай, Израиль
- Мари-Хосе Санселме, Израиль
- Сабрина Дхаван, Индия
- Шон Пенн, США
- Владимир Вега, США
- Дайсуке Тенган, Япония

## В России
В России кинопрокат осуществляется компанией ООО «Кинокомпания „Пан Терра“». Официальная прокатная кинопремьера в России состоялась 11 сентября 2003 года в кинотеатре «МДМ». Телевизионная премьера в России фильма была осуществлена на канале НТВ одновременно с кинопоказом.
Фильм демонстрировался на XXV Московском международном кинофестивале в 2003 году во внеконкурсной программе «8 1/2».

## Призы
- 2002 год — приз Международного кинофестиваля в Венеции —приз ЮНЕСКО Самира Махмальбаф, Клод Лелуш, Юсеф Шаин, Данис Танович, Идрисса Одрраого, Кен Лоуч, Алехандро Гонсалес Инарриту, Амос Гитаи, Мира Наир, Шон Пенн, Сёхэй Имамура
- 2002 год — приз Международного кинофестиваля в Венеции —приз ФИПРЕССИ за лучший короткометражный фильм с формулировкой «За ясность и страсть в оспаривании устоявшихся представлений» режиссёр Кен Лоуч
- 2003 год — приз Национального Совета кинокритиков за «свободу выражения»